# Everyone Says I Love You
Everyone Says I Love You (distribuida en castellano como Todos dicen I Love You, Todos dicen que te amo o Todos dicen te quiero) es una comedia musical de Woody Allen, ubicada en Nueva York, Venecia y París. El reparto está lleno de estrellas y el guion está acompañado en general por famosos estándares de jazz y canciones populares estadounidenses de la primera mitad del siglo XX. Es una de las películas más singulares del cineasta neoyorquino.
Con personajes que discuten sobre sexo y política y con los paisajes más conocidos de estas tres bellas ciudades, Todos dicen I Love You es un afortunado musical que no recurre a los grandes vestuarios o a música de moda. Las coreografías huyen de los lugares comunes (como el anciano cuyo fantasma se levanta a entonar una canción en medio de su funeral o niños vestidos de bananas, un homenaje a la canción del spot publicitario de las bananas "Chiquita") y todos los actores cantan, aunque sea una canción, incluso Woody Allen tiene un número musical. Solamente tuvo que doblarse la voz de Drew Barrymore, quien convenció a Woody Allen de que no cantaba lo suficientemente bien. Todas las actuaciones son notables, destacando el actor fetiche de Allen, Alan Alda y una luminosa Goldie Hawn.
Lleno de referencias cómicas a otras películas (tan solo en la secuencia final todos los personajes visten bigotes a lo Groucho Marx y hay un baile que remite directamente a aquel de Sinfonía en París con Gene Kelly), la película es un musical desternillante y una de las obras que más se puede disfrutar de Allen. El propio título de la película viene de una canción de los Hermanos Marx, que cantan en la película Plumas de caballo.
Fue nominada para uno de los Premios Globo de Oro en la categoría Globo de Oro a la mejor película - Comedia o musical.

## Reparto
- Natasha Lyonne - Djuna 'D.J.' Berlin
- Drew Barrymore - Skylar Dandridge
- Natalie Portman - Laura Dandridge
- Goldie Hawn - Steffi Dandridge
- Julia Roberts - Von Sidell
- Edward Norton - Holden Spence
- Tim Roth - Charles Ferry
- Diva Gray - Nana
- Ami Almendral - Nana
- Madeline Balmaceda - Nana
- Vivian Cherry - Enfermera
- Tommie Baxter - Anciana
- Jeff DeRocker - Indigente
- Cherylyn Jones - Maniquí
- Tina Paul - Maniquí / Harry Winston Dancer
- Vikki Schnurr - Maniquí
- Kevin Hagan - Portero
- Alan Alda - Bob Dandridge
- Gaby Hoffmann - Lane Dandridge
- Lukas Haas - Scott Dandridge
- Trude Klein - Frieda
- Itzhak Perlman - El mismo
- Pamela Everett - Harry Winston Dancer
- Navah Perlman - Pianista
- Barbara Hollander - Claire
- John Griffin - Jeffrey Vandermost
- Waltrudis Buck - Psiquiatra
- Patrick Cranshaw - Abuelo
- Isiah Whitlock Jr. - Policía
- Woody Allen.- Joe Berlin